# 에디 메르크스
에두아르 루이 조제프 "에디" 메르크스(프랑스어: Edouard Louis Joseph "Eddy" Merckx, 1945년 6월 17일~)는 벨기에의 자전거 경기 선수이다. 자전거 경기 역사상 가장 위대한 선수 중 한 명으로 타의 추종을 불허하는 여러 기록들을 보유하고 있다. 그는 그랜드 투어 11회(투르 드 프랑스 5회, 지로 디탈리아 5회, 부엘타 아 에스파냐 1회) 우승 5대 모뉴먼트 우승, 파리투어를 제외한 당대에 현존한 모든 일일 프로 경기에서 우승을 차지했으며, 세계 선수권 대회 4회 우승을 달성했다.
식료품점을 운영하는 부모 밑에서 자랐으며, 어린 시절부터 여러 운동을 했으나 3살 때 접한 자전거 경기에 큰 두각을 드러냈다. 1961년에 처음으로 대회에 참가했으며, 아마추어 선수로서 80번의 경기에서 우승을 차지했다. 이후 1965년 4월에 프로 사이클팀인 솔로쉬페리아와 계약을 맺으며 프로 선수로 전향했다. 이후 1966년 푸조 BP 미슐랭 소속으로 밀란-산레모 대회에서 우승하며 선수 경력 첫 메이저 대회 우승을 차지했다. 1968년에 파에미노-파에마로 이적하였고 그 해에 1968년 지로 디탈리아에서 우승하면서 첫 그랜드 투어 우승을 달성했다. 이후 1970년부터 1974년까지 모든 그랜드 투어 우승을 경험했으며, 세계 선수권 대회에서 엘리트 개인도로 부문 금메달 3개를 획득하면서 도로 경기 역사상 최초로 트리플 크라운을 달성했다. 또한 1972년 10월에는 아워 레코드를 800m 가까이 기록 갱신을 이뤄냈다. 
현역 시절 우승을 독식하다시피 하여 "식인종"이라는 별명을 얻었으며, 프로 경력 18년 동안 525번 우승을 달성했다. 그는 5대 모뉴먼트(밀란 산레모, 투어 오브 플랜더스, 파리-루베, 리에주-바스토뉴-리에주, 지로 디 롬바르디아)를 모두 우승한 역사상 단 3명 뿐인 선수 중 한 사람으로 각 모뉴먼트를 두 번씩 우승한 유일한 선수이다. 이외에 각종 도로 경기, 트랙, 대규모 구간 경기, 일일 경기에서 족적을 남겼으며, 보편적으로 사이클 역사상 가장 위대한 선수로 간주된다. 1996년에는 벨기에 국왕 알베르 2세에게 남작 작위를 받았다.
1978년에 현역에서 은퇴했고, 은퇴 후에도 계속 사이클계에서 활동했다. 1980년에 자신의 이름을 딴 자전거 전문 브랜드인 에디 메르크스 사이클스를 창설했으며, 이 브랜드의 자전거는 1980년대부터 여러 프로 팀과 선수들이 애용했다. 또한 지도자로 활동하여 1986년부터 1996년까지 벨기에 국가대표 사이클팀을 지도했다. 2002년부터 2016년까지 투어 오브 카타르 창설과 운영에 관여했으며, 2017년까지 투어 오브 오만 운영을 지원했다.

## 같이 보기
- 벨기에 사람 목록